# Marskość wątroby
Marskość wątroby, zwłóknienie wątroby (łac. cirrhosis hepatis) – postępujące włóknienie miąższu wątroby, niszczące jej strukturę.
Marskość wątroby charakteryzuje się zastępowaniem hepatocytów włóknami tkanki łącznej, które zaburzają jej prawidłową budowę, doprowadzając do upośledzenia funkcji metabolicznych, utrudnienia odpływu żółci oraz są przyczyną powstania nadciśnienia wrotnego. Przyczynami marskości mogą być, między innymi, toksyny (w tym alkohol), zakażenia wirusami (szczególnie HBV i HCV), choroby autoimmunologiczne wątroby jak AZW, PBC, PSC oraz choroby metaboliczne.
Uszkodzenie wątroby jest nieodwracalne, można jednak spowolnić lub zatrzymać postępy zwłóknienia, jeśli rozpocznie się właściwe leczenie.

## Podział
Ze względu na etiopatogenezę wyróżniamy następujące rodzaje marskości wątroby:
- marskość alkoholowa
- marskość zastoinowa
- marskość pozapalna
- marskość żółciowa
- marskość uwarunkowana genetycznie

Ze względu na obraz histopatologiczny wyróżnia się:
- marskość drobnoguzkową – guzki do 3 mm
- marskość wielkoguzkową – guzki od 3 mm do kilku cm
- i marskość mieszaną[1]

## Objawy

### Objawy wczesne
Wczesne objawy marskości wątroby to: zaczerwienienie dłoni, czerwone plamki pojawiające się na górnej połowie ciała, przerost ślinianek przyusznych, zwłóknienie ścięgien w rękach. Może wystąpić zniekształcenie palców i paznokci u rąk. Wielu pacjentów we wczesnym stadium choroby w ogóle nie ma objawów, choć tkanka wątrobowa jest stale zastępowana przez nieczynną funkcjonalnie tkankę łączną. Gdy dochodzi do znacznego upośledzenia czynności wątroby, mogą wystąpić następujące objawy:
- wyczerpanie
- zmęczenie
- utrata apetytu
- nudności
- osłabienie
- spadek masy ciała
- bóle brzucha
- ginekomastia
- hipogonadyzm
- wodobrzusze
- splenomegalia – powiększenie śledziony z powodu przekrwienia w wyniku nadciśnienia wrotnego
- asterixis – obustronne trzepotanie wyciągniętymi, grzbietowo zgiętymi dłońmi, występujące u pacjentów z encefalopatią wątrobową.

### Konsekwencje dysfunkcji wątroby

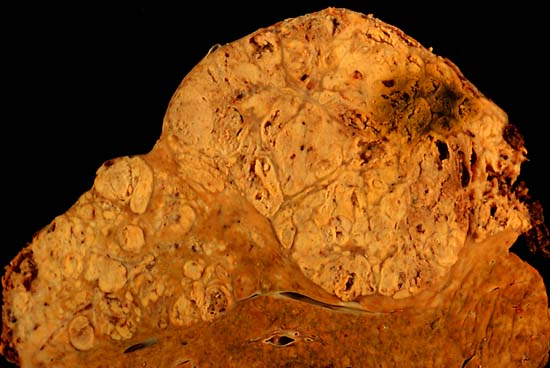
Rak wątrobowokomórkowy w przebiegu marskości wątroby

W miarę postępu choroby pojawiają się powikłania. U niektórych pacjentów, z racji niewystąpienia objawów wczesnych, powikłania mogą stanowić pierwsze objawy uszkodzenia wątroby.
- wybroczyny i krwawienia – obniżona produkcja czynników krzepnięcia
- żółtaczka – niedostateczne tempo metabolizmu bilirubiny
- swędzenie skóry – odkładanie się w niej związków powstających w wyniku nieprawidłowych przemian związków zawartych w żółci
- encefalopatia wątrobowa – upośledzona wątroba nie usuwa z krwi amoniaku i produktów przemian związków azotowych, w wyniku czego rośnie ich stężenie we krwi. Organem najbardziej podatnym na uszkodzenie przez metabolity azotowe jest mózg. Objawy encefalopatii wątrobowej to: zaniedbany wygląd zewnętrzny, skłonność do zapominania, zaburzenia koncentracji, zaburzone reagowanie na bodźce, zmiany rytmu snu i czuwania.
- zwiększona wrażliwość na leki – spadek tempa metabolizmu związków aktywnych biologicznie, przez co dłużej utrzymują się one we krwi.
- insulinooporność i cukrzyca typu 2
- rak wątrobowokomórkowy
- nadciśnienie wrotne – krew płynąca z jelit oraz trzustki przez żyłę wrotną wątrobową przepływa przez marską wątrobę trudniej, w wyniku czego ciśnienie w żyle rośnie[2].

Następczymi problemami nadciśnienia wrotnego są:
- wodobrzusze – przesączanie się płynu z naczyń krwionośnych do tkanek jamy brzusznej
- żylaki przełyku – wynik tworzenia się krążenia obocznego przez naczynia jamy brzusznej i przełyku.
- żylaki odbytu wynik tworzenia się krążenia obocznego przez żyłę krezkową dolną i splot żylny odbytniczy.

Przeciążone naczynia w przełyku mają skłonność do powiększania się i pękania, co jest przyczyną zagrażających życiu krwotoków.
- zespół wątrobowo-nerkowy – objawy niewydolności nerek u chorego z ciężką dysfunkcją wątroby
- gastropatia wrotna – objawiająca się jako wrzody żołądka
- zespół wątrobowo-płucny – niedotlenienie krwi u chorych z nadciśnieniem wrotnym
- inne problemy – dysfunkcja wątroby może powodować upośledzenie układu immunologicznego, zwiększając ryzyko infekcji. Marskość może być przyczyną impotencji, dysfunkcji lub niewydolności nerek bądź osteoporozy.

## Etiologia
Przyczyny marskości wątroby są bardzo różnorodne i mogą współwystępować u jednego pacjenta. W świecie zachodnim najbardziej powszechnymi przyczynami są przewlekłe nadużywanie alkoholu i zakażenie wirusem zapalenia wątroby typu B i C (HBV i HCV).
- Choroba wątroby spowodowana alkoholem (ALD; ang. alcoholic liver disease) – krótkotrwałe spożywanie < 80 g etanolu (10 standardowych dawek alkoholu, czyli ok. 6 piw 4,5% lub 250 ml 40% wódki lub 5 kieliszków 10% wina) dziennie prowadzi do niewielkich i odwracalnych zmian w wątrobie. Dzienne spożywanie > 160 g przez 10–20 lat powoduje ciężkie uszkodzenie, a przewlekłe spożywanie 80–160 g dziennie jest ilością graniczną powodującą znaczne uszkodzenie[3]. Uszkodzenie wątroby jest wynikiem blokowania przez alkohol metabolizmu związków pokarmowych – tłuszczów, białek i węglowodanów. Należy wspomnieć, że alkohol dostarcza również pustych kalorii, co przyczynia się do otyłości, mimo wyraźnych objawów niedoboru witamin i składników mineralnych.
- Zakażenie wirusem zapalenia wątroby typu B (z ewentualnym nadkażeniem wirusem typu D) – jest to jedna z najczęstszych przyczyn marskości wątroby, zwłaszcza w południowo-wschodniej Azji. Zakażenie to jest mniej powszechne w Ameryce i Europie, ze względu na lepszą dostępność szczepionki. Wirus HBV (hepatitis B virus) powoduje zapalenie wątroby, które przekształca się w marskość po upływie wielu, bo nawet kilkudziesięciu, lat. Wirus HDV (hepatitis D virus) nie powoduje zapalenia samodzielnie, ale koinfekcja tym patogenem w przypadku obecnego już zakażenia wirusem B przyspiesza postęp choroby.
- Zakażenie wirusem zapalenia wątroby typu C – najczęstsza obok alkoholu przyczyna marskości i zapalenia wątroby w kręgu cywilizacji zachodniej. Zakażenie tym patogenem powoduje przewlekłe zapalenie miąższu i uszkodzenia, które po upływie wielu lat prowadzą do zwłóknienia. Wirus typu C jest szczególnie niebezpieczny, ponieważ obecnie nie ma na niego szczepionki i jest stosunkowo oporny na sterylizację, tak że możliwe jest zakażenie się przez niedokładnie wyjałowione narzędzia, na przykład u dentysty lub w gabinecie tatuażu.
- Marskość z autoimmunizacji (AZW, PSC) – spowodowana wytworzeniem przez organizm przeciwciał skierowanych przeciw własnej wątrobie. Konsekwencją jest uszkodzenie tego narządu, zapalenie, powstawanie blizn łącznotkankowych i zwłóknienie.
- Choroby genetyczne – powodują uszkodzenia funkcji metabolicznych wątroby lub jej zdolności do przechowywania metali, białek, enzymów i innych cząsteczek.
  - Niedobór alfa-1 antytrypsyny
  - Hemochromatoza (patologiczna akumulacja żelaza)
  - Choroba Wilsona (patologiczna akumulacja miedzi)
  - Galaktozemia
  - Upośledzenie przechowywania glikogenu
  - Mukowiscydoza
- Stłuszczenie wątroby – nadmierne gromadzenie tłuszczu w wątrobie powoduje jej bliznowacenie. Stłuszczenie wątroby występuje w przebiegu cukrzycy, w niedoborach białka, otyłości, chorobie wieńcowej, podczas leczenia preparatami steroidowymi.
- Choroby powodujące zamknięcie przewodów żółciowych – w wyniku nadmiernego gromadzenia się żółci powstaje uszkodzenie wątroby
  - U niemowląt – przewody żółciowe bywają zablokowane lub nie wykształcają się wcale
  - U dorosłych najczęstszą przyczyną jest zwłóknienie przewodów żółciowych z ich zapaleniem i bliznowaceniem
  - Wtórne zwłóknienie przewodów żółciowych może wystąpić po operacji wycięcia pęcherzyka żółciowego, jeśli przypadkowo ulegną one uszkodzeniu
- Leki lub toksyny
- Niektóre pasożyty, na przykład motylica wątrobowa

## Epidemiologia
Chorobowość 200-300 przypadków/100000. Zapadalność wykazuje zróżnicowanie geograficzne i zależy od średniej ilości spożywanego alkoholu etylowego i częstości występowania zakażeń wirusami hepatotropowymi. Marskość wątroby może występować w każdym wieku, częściej chorują mężczyźni.

## Rozpoznanie

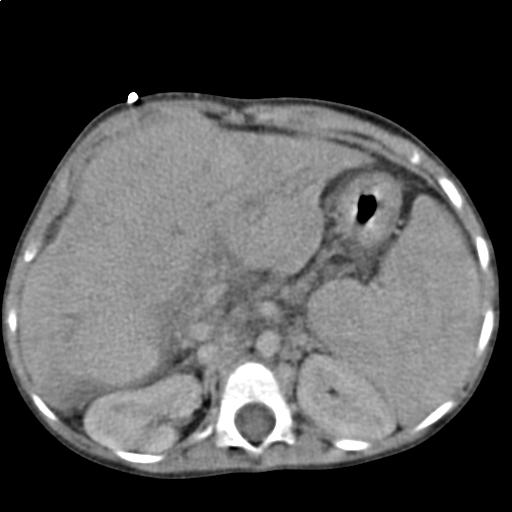
Tomografia komputerowa jamy brzusznej 3-letniego dziecka z marskością wątroby
widok w przekroju poprzecznym

Zdiagnozowanie zwłóknienia wątroby odbywa się na podstawie objawów, wywiadu i oceny historii chorób pacjenta, badania fizykalnego i badań laboratoryjnych. Jeśli podczas badania okaże się, że wątroba jest twarda i powiększona, zwykle zarządza się badanie krwi.
Badania instrumentalne umożliwiające obejrzenie i oszacowanie rozmiarów uszkodzeń to: komputerowa tomografia osiowa (CAT), ultradźwięki, rezonans magnetyczny, badanie z użyciem radioizotopów.
W celu określenia zaawansowania marskości wątroby i rokowania stosuje się kryteria skali Childa-Pugha.
| Oceniany parametr             | 1 punkt | 2 punkty     | 3 punkty       |
| ----------------------------- | ------- | ------------ | -------------- |
| Albuminy w surowicy (g/dl)    | >3,5    | 2,8–3,5      | <2,8           |
| Bilirubina w surowicy (mg/dl) | <2,0    | 2,0–3,0      | >3,0           |
| Protrombina                   | >70     | 40–70        | <40            |
| Wodobrzusze                   | brak    | + lub ++     | +++            |
| Encefalopatia                 | brak    | I lub II st. | III lub IV st. |

Child A = 5–6 punktów;
Child B = 7–9 punktów;
Child C = 10–15 punktów
W niektórych przypadkach konieczna jest biopsja wątroby i mikroskopowe badanie histopatologiczne.

## Patologia
W badaniach makroskopowych można stwierdzić, że wątroba początkowo powiększa się, później zaś staje się mniejsza. Jej powierzchnia jest nieregularna, konsystencja twarda, kolor, jeśli marskości towarzyszy stłuszczenie, bywa żółty.

## Patofizjologia
Wątroba odgrywa kluczową rolę w syntezie białek (np. albumin, dopełniacza, czynników krzepnięcia) i detoksykacji, pełni też funkcję magazynową (np. dla witaminy A). Uczestniczy także w metabolizmie tłuszczów i węglowodanów. Niezależnie od przyczyn, zwłóknienie często poprzedzone jest zapaleniem lub stłuszczeniem wątroby. Jeśli na którymś z tych etapów powstrzyma się działanie czynnika etiologicznego, powstałe zmiany są jeszcze w pełni odwracalne.
Cechą charakterystyczną marskości jest patologiczny rozwój tkanki łącznej (ta sama tkanka odpowiada za proces bliznowacenia), która stopniowo zastępuje normalny miąższ, utrudnia przepływ krwi przez organ i powoduje upośledzenie funkcji. Centralną rolę w marskości odgrywają komórki, które w warunkach fizjologicznych przechowują witaminę A (Komórki Ito), występujące w przestrzeniach Dissego. Uszkodzenie miąższu wątrobowego powoduje bowiem aktywację tych komórek, w wyniku której rozpoczynają produkcję kolagenu, który powoduje włóknienie przestrzeni Dissego. Oprócz tego dochodzi także do zamknięcia przestrzeni w nabłonku okienkowym naczyń zatokowych, oraz do nadmiernej aktywacji komórek Kupffera-Browicza, które mają właściwości żerne. Komórki Ito wydzielają też TGF-β1, czynnik stymulujący proliferację tkanki łącznej. Produkcja TGF-β1 powoduje także zaburzenie równowagi między metaloproteinazami macierzy pozakomórkowej, a ich naturalnie występującymi inhibitorami (TIMP 1 i 2). Prowadzi to do załamania funkcji naturalnej wątrobowej substancji międzykomórkowej i jej zastąpienia przez substancję produkowaną przez komórki tkanki łącznej.
Tkanka włóknista, tworząc węzły, powoduje degradację naturalnej zrazikowej struktury wątroby i utrudnia przepływ krwi. Śledziona ulega przekrwieniu, czego konsekwencją jest hipersplenizm i nadmierne niszczenie elementów morfotycznych krwi. Większość powikłań związanych z marskością wątroby wynika z wykształcenia się nadciśnienia wrotnego.

## Leczenie
Uszkodzenie wątroby spowodowane marskością jest nieodwracalne, właściwe leczenie może jednak zapobiec lub spowolnić postęp choroby, a także przeciwdziałać powikłaniom. Często wymagany jest ścisły monitoring terapii. Choremu zabrania się przyjmowania substancji szkodliwych dla wątroby, takich jak alkohol lub paracetamol. Zaleca się mu także zdrową dietę i ograniczenie ilości spożywanej soli, ponieważ uszkodzenie wątroby powoduje, że organizm źle wydala sód.
Leczenie powinno zapobiegać powikłaniom, lecząc jednocześnie chorobę, która spowodowała zwłóknienie:
- Leczenie przyczynowe: marskość alkoholową leczy się, zabraniając pacjentom spożywania alkoholu. Marskość pozapalna podlega leczeniu preparatami przeciwwirusowymi (np. interferon), jeśli przyczyną jest wirus WZW, lub kortykosteroidami, jeśli jest nią autoimmunizacja. Marskość związana z chorobą Wilsona, w czasie której występuje patologiczna akumulacja miedzi w organach, leczona jest przez farmakologiczne usuwanie nadmiaru miedzi.
- Zapobieganie powikłaniom:
  - diuretyki – likwidują wodobrzusze
  - antybiotyki – zapobiegają infekcjom związanym z osłabieniem bariery immunologicznej
  - środki przeczyszczające – zmniejszają ryzyko encefalopatii
  - leki przeciw nadciśnieniu (często propranolol) – zmniejszają nadciśnienie wrotne

Jeśli nie udaje się opanować powikłań, a funkcjonowanie wątroby ulega dramatycznemu pogorszeniu, rozważa się przeszczepienie wątroby. Obecnie przeżywalność po tym zabiegu sięga 90%, zależy jednak w pewnym stopniu od zaawansowania choroby. Pacjentom po przeszczepie, aby zapobiec odrzuceniu nowej wątroby przez organizm, podaje się leki immunosupresyjne, takie jak cyklosporyna lub takrolimus.